# Dusona mactatoides
Dusona mactatoides är en stekelart som beskrevs av Hinz 1994. Dusona mactatoides ingår i släktet Dusona och familjen brokparasitsteklar. Inga underarter finns listade i Catalogue of Life.